# Bruno Sarlin
Bruno Gustaf Willehad Sarlin, född 8 november 1878 i Viitasaari, död 6 januari 1952 i Helsingfors, var en finländsk politiker. 
Sarlin var verksam inom fattigvården 1906–1920, landshövding i Vasa län 1920–1930 och därefter verkställande direktör för samhällsvården i Helsingfors till 1945. Han medverkade till genomförandet av olika socialpolitiska reformer, bland annat som ordförande i Folkpensionsanstaltens fullmäktige från 1938. Han var en av Framstegspartiets grundare och representerade detta parti i Finlands riksdag 1919–1920, 1930–1936 och 1945–1948. Han var socialminister i Toivo Mikael Kivimäkis regering 1935–1936.